# Newell (Wirginia Zachodnia)
Newell – jednostka osadnicza w Stanach Zjednoczonych, w stanie Wirginia Zachodnia, w hrabstwie Hancock.

## Demografia
Według spisu ludności z 2020 roku w jednostce osadniczej Newell mieszkało 1203 mieszkańców.